# Sergio Hernán Pérez de Arce Arriagada
Sergio Hernán Pérez de Arce Arriagada SSCC (Quillota, 26 de agosto de 1963) é prelado católico chileno afiliado à Congregação dos Sagrados Corações de Jesus e Maria. É o atual arcebispo da Arquidiocese de Concepción.

## Biografia
Nasceu em Quillota, Chile, o mais novo dos cinco filhos de Norma Arriagada e Mario Pérez de Arce. Cursou o ensino fundamental e médio na cidade de Viña del Mar, vinculando-se em sua juventude à vida pastoral da Paróquia São João Evangelista em Gómez Carreño, Viña del Mar.
Em 1982, ingressou no postulantado da Congregação dos Sagrados Corações, interrompedo o curso de Engenharia Comercial, e professou seus primeiros votos religiosos em 2 de março de 1985. Em 15 de dezembro de 1990, foi ordenado presbítero na Igreja dos Sagrados Corações de Valparaíso, por imposição das mãos de Dom Francisco Javier Prado Aránguiz, SSCC. Fizera sua profissão perpétua em 29 de abril de 1989. É licenciado em Teologia pela Pontifícia Universidade Católica do Chile.
Em sua vida pastoral como presbítero, foi assessor do Centro de Pastoral Juvenil SSCC (CPJ), vigário na Paróquia São Pedro e São Paulo de La Granja, assessor religioso do Colégio SSCC Manquehue em Santiago, assessor do Colégio San Damián de Molokai de Valparaíso, capelão da Fundação Patronato SSCC e reitor da Igreja dos Sagrados Corações em Valparaíso.
Na vida de sua congregação, foi formador do postulantado, conselheiro provincial e superior provincial entre 2011 e 2014. Em 2018, assumiu como delegado provincial para recepção de denúncias de abusos. Ecônomo da Conferência de Religiosos do Chile, de 2009 a 2011, e presidente do mesmo órgão nos três anos seguintes. Nos anos de 2013 e 2015, foi membro do Conselho Nacional para a prevenção do abuso infantil e acompanhamento das vítimas da Conferência Episcopal Chilena.
Em 21 de setembro de 2018, o Papa Francisco o nomeou administrador apostólico sede vacante et ad nutum Sanctae Sedis da Diocese de San Bartolomé de Chillán, sendo empossado no mesmo dia. Em 5 de fevereiro de 2020, o Pontifíce o elevou a bispo da mesma diocese e sua ordenação episcopal aconteceu em 11 de julho seguinte, na Catedral de Chillán, sem assembleia devido à contingência do covid-19. Os bispos ordenantes foram Dom Alberto Ortega Martín, núncio apostólico; Dom Fernando Natalio Chomalí Garib, arcebispo de Concepción; e Dom Galo Fernández Villaseca, administrador apostólico de Talca. Tomou como lema episcopal: Reaviva el don de Dios que está en ti (2 Tim 1,6).
Em 16 de maio de 2024, foi elevado a dignidade de arcebispo da Arquidiocese de Concepción.